# Anguilla mossambica
Anguilla mossambica és una espècie de peix pertanyent a la família dels anguíl·lids.

## Descripció
- El mascle pot arribar a fer 150 cm de llargària màxima i la femella 120.
- El color del dors varia entre l'oliva i el negre grisenc. La zona ventral és més clara.
- L'aleta caudal conflueix amb la dorsal i l'anal.[5][6][7][8]

## Alimentació
Menja sobretot peixos i crancs.

## Hàbitat
És un peix d'aigua dolça, salabrosa i marina; demersal; catàdrom i de clima tropical (25°N-35°S).

## Distribució geogràfica
Es troba a l'Índic occidental: des de Kenya fins al cap Agulhas (Sud-àfrica), Madagascar i d'altres illes índiques. També és present a Nova Caledònia.

## Longevitat
Pot assolir els 20 anys.

## Costums
Els adults són, generalment, sedentaris.

## Ús comercial
La seua carn és grassa i és consumida fumada o en gelatina.

## Observacions
És inofensiu per als humans.